# Красная (хребет)
Красная (укр. Красна) — хребет в Украинских Карпатах. Расположен в Тячевском и частично в Хустском районах Закарпатской области.
Хребет Красная является частью Полонинского хребта. Простирается с северо-запада на юго-восток несколькими последовательно соединёнными дугами с многочисленными отрогами-хребтами (например хребтом Красный Верх, что южнее села Колочавы). С запада хребет Красная граничит с долиной реки Теребли, с востока и северо-востока — с долинами Тересвы и Мокрянки, с юга и юго-запада — с долинами рек Лужанки, Терешилки и Красный.
Массив состоит преимущественно из флиша. До высоты 1300—1500 м покрыт лесами (преимущественно буковыми) и сосной горной, выше — полонины. Привершинные склоны крутые, местами труднодоступные.
Южные и юго-западные склоны западной части хребта расположены в пределах Угольско-Широколужанского заповедного массива (Широколужанский участок), северо-западные склоны — в пределах Национального парка «Синевир». В восточной части хребта, недалеко от пгт Усть-Чорна, расположен Керничный ботанический заказник.
- Некоторые относят к хребту Красная также гору Менчул (1501 м), возвышающуюся отдельным массивом на юго-западе от хребта. Но Менчул относится скорее к так называемым островным горам, то есть горам, связанных с определённым хребтом. Все же, в более широком смысле, к массиву Красная принадлежит не только главный хребет, но и все горы (в том числе Менчул), которые лежат южнее хребта, в междуречье Теребли и Тересвы.

## Некоторые вершины
- Восова (1379 м)
- Топас (1548 м)
- Сигланский (1563 м)
- Гропа (1495 м)
- Климова (1492 м)
- Красная Салаши (1365 м)